# Sherlock Holmes : Le Mystère de la momie
Sherlock Holmes : Le Mystère de la momie est un jeu vidéo d'aventure pour PC développé par Frogwares, sorti le 12 novembre 2002 en France et le 22 janvier 2003 aux États-Unis. Le jeu a été porté sur Nintendo DS en 2009 par Mistic Software, puis a connu un second portage sur iPad et iPhone en 2013.
Réalisé en moins d'un an, le jeu n'est pas exempt d'imperfections ayant souvent été relevées par la presse spécialisée. Pour autant, Le Mystère de la Momie connaît un important succès commercial avec environ un million d'exemplaires vendus progressivement sur PC dans le monde entier.
Le succès du jeu permet à Frogwares de poursuivre par la suite le développement d'autres jeux vidéo autour du personnage de Sherlock Holmes, en veillant à améliorer la qualité de ses jeux pour répondre aux critiques initialement reçues. Le Mystère de la Momie apparaît ainsi comme le premier jeu de la série Sherlock Holmes du studio ukrainien.

## Trame

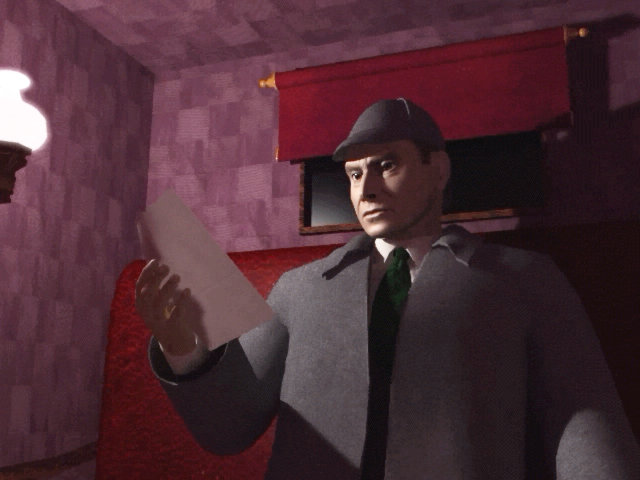
Sherlock Holmes, en route vers le manoir, lisant la lettre d'Elisabeth Montcalfe.

Introduction : L'intrigue, qui se déroule en 1899, démarre par une cinématique dans laquelle Sherlock Holmes se rend au manoir de Lord Montcalfe. Au cours du trajet, il lit la lettre de la fille du Lord, Elisabeth, qui se trouve être également la fiancée d'un cousin du détective. Elisabeth a sollicité les services de Holmes pour enquêter sur la mort de son père, survenue six mois plus tôt. La police a conclu à une immolation par le feu. Elisabeth ne croit pas à cette explication, bien que son père, qui était égyptologue, semblait atteint de démence depuis quelque temps. La jeune femme explique qu'elle n'est pas présente au manoir mais a prévenu le majordome pour que Holmes puisse mener librement son enquête sur les lieux du drame.
Niveau 1 : Sur place, Holmes est accueilli par le majordome qui lui remet une seconde lettre d'Elisabeth. Celle-ci avertit le détective que chaque porte du manoir est verrouillée selon des mécanismes parfois complexes mis au point par son père. Le détective déverrouille progressivement les portes du rez-de-chaussée pour mener son enquête et chercher des indices dans chaque pièce. Dans l'une d'elles, il fait brièvement face à l'apparition d'une momie vivante et titubante, qui s'enfuit aussi rapidement qu'elle est apparue.
Niveau 2 : Holmes parvient à l'étage du manoir et poursuit son enquête en déverrouillant les pièces une à une. Les signes d'une occupation récente sont encore présents : une baignoire est encore remplie d'eau chaude, un feu crépite dans l'ancien bureau de Lord Montcalfe. En regardant par la fenêtre du bureau, le détective aperçoit la silhouette d'un homme se déplaçant sur les toits du manoir. Dans les archives du Lord, il découvre des documents attestant d'une rancœur profonde entre le vieil homme et son cousin, Jonathan Parkey. Il constate également que Lord Montcalfe était menacé par une secte. Une note indique enfin que le majordome du lieu avait pris congé de son employeur : la personne ayant accueilli Holmes n'était donc pas le véritable majordome.
Niveau 3 : Le détective découvre une entrée menant aux caves du manoir, et s'y retrouve enfermé. Le lieu était récemment habité : les restes d'un repas sont encore présents sur une table. En parvenant à ouvrir les différentes pièces, Holmes découvre le laboratoire du Lord, où de nombreuses notes permettent de constater que le savant commençait à perdre la raison. Le vieil homme pensait être la cible d'une mystérieuse malédiction de l'Égypte antique et se passionnait pour la réincarnation. Les investigations du détective l'amènent jusque dans une ultime pièce secrète où se trouve un mécanisme activé par cinq statuettes égyptiennes. Dans son exploration des lieux, Holmes n'en a trouvé que quatre. Le détective peste contre son propre échec lorsque le supposé majordome du manoir, qui est en réalité Jonathan Parkey, surgit d'une pièce dérobée. Celui-ci possède la cinquième statuette. Il remercie Holmes d'avoir trouvé les quatre autres objets et s'apprête à l'éliminer lorsqu'une balle, tirée d'une cachette par un inconnu, tue Parkey sur le champ. Une grande explosion survient et le détective perd brièvement connaissance.
Niveau 4 : Holmes se réveille au milieu des décombres et parvient à s'extraire tant bien que mal des caves pour retourner dans le hall du manoir. Celui-ci a été dévasté par l'explosion. À l'étage, un incendie s'est déclaré dans l'une des pièces et la fumée commence à envahir les lieux. Holmes découvre qu'une personne appelle à l'aide dans la bibliothèque du manoir : il s'agit de Lord Montcalfe, qui est toujours vivant. Le vieil homme accuse une momie d'essayer de le tuer et de vouloir faire sauter son manoir. De fait, le détective a déclenché sans le savoir un mécanisme de compte à rebours relié à une bombe. Un coup de fusil retentit dans la bibliothèque et Holmes échappe de peu à la balle qui le visait. Le tireur, inconnu, parvient à s'enfuir de la pièce.
Niveau 5 : Le détective cherche à désamorcer la bombe qu'il a activée, puis à s'échapper du manoir dont toutes les issues sont verrouillées ou bloquées par la chute de débris. Au rez-de-chaussée, il parvient à découvrir une trappe secrète qui le ramène dans les caves du manoir, où se trouve l'engin explosif qu'il parvient à désamorcer.
Épilogue : Le jeu se termine par une longue cinématique. Le docteur Watson, accompagné de deux agents de Scotland Yard, arrive au manoir alors que Holmes et Lord Montcalfe sont sur le point d'en sortir sains et saufs. Le détective explique alors à son fidèle ami que plusieurs membres de la famille Montcalfe cherchaient à s'éliminer mutuellement. Elisabeth Montcalfe, par vengeance contre son père qui refusait qu'elle devienne égyptologue, était à la tête de la secte qui menaçait le Lord. Elle s'était pour cela alliée à Jonathan Parkey. Son but était de s'emparer des cinq statuettes censées être liées à un trésor. Elle ne savait pas, cependant, que son père était encore vivant et avait simulé sa propre mort. C'est elle qui, armée d'un fusil et souvent déguisée en momie, a cherché à éliminer le détective dans la bibliothèque et a tué Jonathan Parkey, en espérant que le détective ne parviendrait pas à s'échapper des caves et serait considéré comme le meurtrier. La jeune femme, présente au manoir et descendue pour rejoindre les nouveaux arrivants dans le hall, est emmenée par les deux policiers en compagnie de son père, quant à lui accusé d'avoir truffé son manoir de pièges dans l'espoir de tuer son cousin ou sa propre fille, dont il avait découvert les activités à son encontre. Les deux membres de la famille Montcalfe devront être jugés.

## Système de jeu

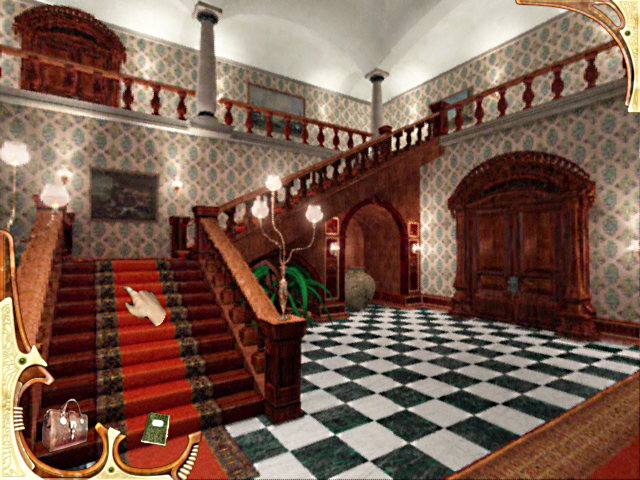
L'une des premières scènes du jeu. On y voit ici le curseur « main ». Le système de point and click est au cœur du gameplay.

Le jeu utilise le moteur Phoenix VR développé par 4X Technologies, qui se caractérise par un univers de jeu en 3D précalculée avec vision à 360 degrés. Ce moteur est commun à plusieurs jeux d'aventure de la même époque, notamment L'Amerzone : Le Testament de l'explorateur (1999), Loch Ness (2001) ou encore Dracula 2 : Le Dernier Sanctuaire (2001).
Le joueur incarne le personnage qu'il contrôle en vision subjective et peut tourner sur lui-même en regardant librement vers le haut et vers le bas. Les déplacements et interactions se font selon le système du point and click. Lorsque le joueur a la possibilité d'avancer dans le décor, le curseur se transforme en flèche : en cliquant, il se retrouve instantanément à un point prédéfini depuis lequel il peut à nouveau fouiller les décors avec sa souris à la recherche de zones d'interactions. Lorsqu'un objet peut être récupéré ou actionné, le curseur change de forme. Un simple clic permet de réaliser l'interaction. Le joueur dispose d'un inventaire, lieu de stockage virtuel de divers objets qu'il peut ramasser et qui lui seront utiles plus tard. Les lettres et autres messages trouvés au cours de l'enquête participent quant à eux à la dimension narrative du jeu : c'est par leur biais que le joueur peut mieux saisir les détails de l'intrigue.
Comme dans la plupart des jeux d'aventure, le scénario du jeu est linéaire : pour avancer dans l'intrigue, le joueur doit nécessairement faire un certain nombre d'actions dans un ordre prédéfini qui lui permettront de progresser.
Le jeu contient plusieurs situations pouvant aboutir à un « game over », ainsi que des séquences en temps limité. Le joueur peut sauvegarder sa partie à tout moment pour la reprendre ultérieurement.

## Développement

### Création du jeu
Sherlock Holmes : Le Mystère de la momie est réalisé en moins d'un an, avec un démarrage du projet en décembre 2001 et une première sortie commerciale en novembre 2002. Il s'agit du premier jeu vidéo développé par le studio Frogwares, qui se compose alors d'une équipe de taille réduite d'environ dix personnes.
L'idée de créer un jeu autour de Sherlock Holmes apparaît principalement du fait que le personnage n'a pas été exploité dans l'univers vidéoludique depuis L'Affaire de la rose tatouée (1996). « C'était une affaire d'opportunité. Il n'y avait pas eu de jeu sur Sherlock Holmes depuis quelque temps et nous nous sommes dit que ce serait intéressant. C'était un point de vue un peu amateur » commente en 2008 Waël Amr, directeur du studio. « Nous avons commencé le développement de ce premier jeu à partir de zéro : aucune expérience, aucun conseil, aucune aide, c'était un véritable défi » précise-t-il en 2004. « Nous voulions faire du jeu sur PC. Il a fallu tout apprendre en même temps, la production et le marché ».
Dans un document publié plusieurs années après la sortie du jeu, intitulé Sherlock Holmes : Memories, Stories and Thoughts, Frogwares commente la réalisation du Mystère de la Momie en ces termes : « Non seulement nous avons dû apprendre à créer un jeu au fur et à mesure du développement, mais nous étions également limités à un budget de 30 000 dollars. Pour ne rien arranger, pendant l'hiver 2001-2002, le système de chauffage de l'usine qui nous servait de studio est tombé en panne pendant un mois. Nous avons dû travailler avec des gants et des bonnets car la température des bureaux variait entre 0°C et -5°C ». Le budget restreint du jeu ne permet pas à Frogwares d'avoir recours à des acteurs professionnels pour le doublage des personnages. Leurs voix sont donc enregistrées avec des bénévoles.
Plusieurs années après sa sortie sur PC, le jeu est porté sur Nintendo DS par Mistic Software avec la collaboration de Frogwares. Le développement de cette nouvelle version se termine en 2008 et le jeu sort en 2009. Une partie des énigmes et des graphismes sont retravaillés à cette occasion (une énigme est supprimée, une autre ajoutée, l'inventaire est entièrement redessiné), mais le jeu conserve un gameplay identique à celui de la version PC d'origine. Un système d'aide est ajouté pour guider les joueurs en difficultés.
Un second portage du jeu, cette fois-ci sur iPad et iPhone, est réalisé par Frogwares et sort en 2013 sous forme de jeu à télécharger. Le jeu conserve toujours le gameplay et les graphismes d'origine, mais inclut désormais un système de récompenses décernées au joueur lorsqu'il réalise certaines actions.

### Ventes
Selon le document Sherlock Holmes : Memories, Stories and Thoughts publié par Frogwares entre 2014 et 2016, le jeu s'est vendu à environ un million d'exemplaire dans le monde en comptabilisant uniquement les ventes sur PC, sans inclure les ventes sur Nintendo DS, iPad et iPhone. Frogwares commente dans ce même document : « Le jeu a été un succès immédiat à la surprise de tout le monde, y compris de nous-mêmes ».
Le portage sur Nintendo DS se serait quant à lui vendu à environ 400 000 exemplaires dans le monde selon le site VGChartz, dont 300 000 exemplaires en Europe.

## Accueil

### Version PC
Malgré son succès commercial, le jeu reçoit à sa sortie des critiques très mitigées. En France, le jeu est notamment testé sur PC par Alexis Barquin, cofondateur de la Société Sherlock Holmes de France, qui publie l'une des critiques les plus négatives du jeu sur Planète Aventure.
Le Mystère de la Momie est principalement attaqué sur ses graphismes. Jeuxvideo.com et Adventure Gamers les qualifient de « flous » et « pixelisés »,, un constat confirmé par Alexis Barquin, qui ironise : « On se demande si notre carte graphique est en panne ! C'est une catastrophe. Tout est flou et on ne s'y habitue pas ». Les animations font elles aussi l'objet de vives critiques : Jeuxvideo.com affirme que certains personnages arborent « de faux airs de Playmobil » en référence à leur silhouette simpliste et leur immobilité.
Le système de jeu ne séduit pas son public. « Le gameplay est d'un autre âge. Déplacements case par case. Chemins peu cohérents et orientation du personnage souvent mal choisie » résume Alexis Barquin. Les énigmes du jeu n'échappent pas non plus aux commentaires négatifs. « On reste parfois bloqué devant des énigmes récalcitrantes » affirme Jeuxvideo.com, précisant qu'« il arrive que la soit-disante [sic] logique de l'épreuve nous échappe totalement ». Adventure Gamers partage ce constat. Pour autant, certaines énigmes restent appréciées : « Les casse-têtes sont nombreux et il faut bien reconnaître que certains d'entre eux sont plutôt bien trouvés » tempère Jeuxvideo.com.
La musique du jeu fait débat. Adventure Gamers considère que « la bande originale ressemble à de la musique d'ascenseur composée sur Yamaha » et recouvre parfois les voix des personnages de manière maladroite. Planète Aventure se plaint d'une musique « répétitive ». Jeuxvideo.com évoque en revanche des musiques « collant à l'univers mais plutôt discrètes ».
Plusieurs critiques soulignent que le jeu n'a rien de réellement holmésien. « On se dit à plusieurs reprises que Frogwares aurait très bien pu faire l'économie de la licence du héros pour introduire un inspecteur de sa création » observe Jeuxvideo.com. Constat partagé et développé par le cofondateur de la Société Sherlock Holmes de France : « Aucune hérésie concernant l'univers du détective, tout simplement parce qu'il n'y a aucune allusion à ses aventures. Le détective évolue seul, sans Watson, ce qui rend l'enquête plutôt muette et monotone. En fait, cela aurait pu être aussi bien Maigret, Poirot, Derrick ou l'inspecteur Gadget, cela n'aurait fait aucune différence ». Par ailleurs, « Sherlock Holmes ressemble à Vladimir Poutine » affirme Alexis Barquin, qui s'agace de la présence de « clichés sur Sherlock Holmes », en particulier du fait que le détective « se balade à l'intérieur du manoir constamment coiffé d'une deerstalker et d'un Macfarlane », alors qu'une telle tenue, déjà peu canonique, n'a aucune raison d'être portée en intérieur.
Enfin, l'intrigue est généralement jugée faible. Planète Aventure évoque un « scénario archi-simpliste pour masquer le fait qu'il ne s'agit que d'une suite de casse-tête à résoudre ». Jeuxvideo.com considère que la révélation finale, qui est l'une des seules séquences du jeu réellement scénarisées, est à la fois « prévisible » et « pas très convaincante », mais Adventure Gamers diffère sur ce point en soulignant au contraire ses qualités.
Conscient des insuffisances de son jeu, Waël Amr déclare en 2005 : « Le Mystère de la Momie était notre premier jeu, on l'a fait avec dix personnes, et on ne connaissait rien de rien. De la même manière qu’on ne connaissait rien à rien de Sherlock Holmes. Ce jeu est donc un jeu très moyen, qui a été accueilli froidement, et ce à très juste titre ».

### Portage sur Nintendo DS
La version du jeu sur Nintendo DS, proche de la version PC d'origine, reçoit des critiques semblables. Les testeurs se montrent à nouveau sans concession sur les graphismes, qui ont peu évolué depuis la sortie initiale du jeu en 2002. « Graphiquement, le portage n'est guère flatteur pour la rétine » commente en 2009 Jeuxdaventure.org, qui évoque un « graphisme particulièrement désuet » et une « bouillie de pixels ». Ces constats sont confirmés par Adventure Gamers et Jeuxvideo.com, qui ironise pour sa part en affirmant que « le rendu visuel semble figé dans une époque où l'on s'extasiait devant des titres proposant des graphismes en 32 couleurs »,.
La jouabilité du jeu sous Nintendo DS fait également l'objet de critiques. « Bien qu'on visualise rapidement les objets dans notre inventaire, situé dans l'écran du haut, et qu'on peut les manipuler facilement, on peste souvent contre les déplacements assez poussifs nous demandant de cliquer, via le stylet, sur un bord de l'écran pour tourner la caméra, puis d'avancer en cliquant à nouveau sur le curseur » explique Jeuxvideo.com.
Le système d'aide spécifique à cette version du jeu est globalement apprécié, mais Jeuxvideo.com déplore qu'il faille justement y avoir souvent recours à cause d'un niveau de difficulté inadéquat. Jeuxdaventure.org considère pour sa part que ce système d'aide n'est « pas parfaitement intuitif ».
Selon Jeuxdaventure.org, ces problèmes aboutissent à « une impression de travail bâclé » qui vient éclipser les points forts du jeu, en particulier « les mécanismes de gameplay et les aspects sonores et vidéo qui sont réussis ». Jeuxvideo.com confirme l'impression d'« un portage vite fait mal fait » et Jeuxdaventure.org conclut sa critique en affirmant que Le Mystère de la Momie sur Nintendo DS est « sans doute le pire portage d'un jeu d'aventure sur cette console ».
Le portage du jeu sur iPad et iPhone s'accompagne quant à lui d'une sortie discrète qui ne donne pas lieu à de nouveaux articles de tests dans la presse spécialisée.

## Postérité
Après la sortie du jeu, Frogwares rencontre un différend avec ses éditeurs et entame plusieurs procès à leur encontre. « Quand nous avons fini Le Mystère de la Momie, nous l'avons vendu et une chaîne d'éditeurs véreux qui ne nous ont pas payés (Wanadoo, DreamCatcher, MC2-Microids), ça a été très pénible » commente Waël Amr dans une interview parue en 2008.
Les critiques reçues par le jeu, en particulier celles émises sur l'absence de fidélité à l'univers holmésien, sont entendues par le studio, qui cherche ensuite à corriger son erreur. « Les retours des joueurs nous ont amenés à nous focaliser sur de véritables jeux Sherlock Holmes par la suite » commente le studio de manière rétrospective. C'est dans cette optique que sort Sherlock Holmes : La Boucle d'argent en 2004. « Sherlock Holmes et la Boucle d'argent a été reconnu comme un vrai jeu holmésien et acclamé comme tel, ça a été une réelle fierté et un moyen de se dire que même si on avait commencé avec des difficultés, on pouvait se rattraper en travaillant dur » commente Waël Amr.
En 2009, une fausse information apparaît au sujet d'un portage du Mystère de la Momie sur console Wii, donnant lieu à la création d'une fiche du jeu dédiée à cette plate-forme sur plusieurs sites de référence comme Metacritic, incluant également une fausse jaquette du jeu. L'information fait l'objet d'un démenti de Frogwares.